# Estación Palantelén
Palantelén es una estación ferroviaria ubicada en el partido de Alberti, provincia de Buenos Aires, Argentina.

## Ubicación e Infraestructura
La estación se ubica en el pequeño paraje rural de Palantelén a 8 km de la Ruta Nacional 5, donde se encuentra el pavimento más próximo, y a 30 km de la ciudad de Bragado, cabecera del partido.
La estación está completa, pero abandonada y sin mantenimiento.

## Servicios
No presta servicios desde 1977.

## Historia
Fue inaugurada en 1911 por la Compañía General de Ferrocarriles en la Provincia de Buenos Aires.